# 王盘山群岛
王盘山群岛，又名黄盘山、玉盘山，位于浙江省平湖市东南、慈溪市以北的杭州湾海域，隶属平湖市管辖。王盘山群岛原本与大陆连接，后来因为海岸线变迁成为无人海岛，目前是候鸟迁徙、繁殖的栖息场所，毗邻区域被划为王盘山省级海洋自然公园。

## 自然地理
王盘山群岛在于平湖县城东南39千米、乍浦镇东南27千米的海中，岛屿散布于北纬30°29′至30°30′、东经121°17′至121°20′之间的水域。王盘山群岛由东叶子屿、抛舢板屿、石笋屿、小石笋岛、洋力士屿、上盘石柱岛、北角屿、上盘屿、西劈开屿、东劈开屿、下盘屿、北无草屿、堆草屿共13座岛屿组成，主岛下盘屿最高海拔22.8米，陆地总面积为0.161平方公里。王盘山岛屿主要由赭红色的中、酸性火山岩夹沉积岩构成，岛上缺乏水源，植被覆盖率低，只有岸边石坡生长有牡蛎、紫菜等海洋生物，其中上盘山、劈开山、下盘山等岛屿覆盖有黄沙土，生长有野水仙、杂草等。王盘山地处亚热带季风气候，年均气温17.6°C，降雨量1157.6毫米，风速5—6米/秒，盛行东南风。王盘山群岛在冬季有长约1个月的雾季，夏季7—9月则容易遭受台风袭击，每年的5—6月是黑尾鸥为主的候鸟来岛繁殖的季节。王盘山周边的王盘洋处于钱塘江河口咸淡水交替区域，盛产鲳鱼、马鲛鱼、海蜇等，也是鳗鱼洄游的通道场。

## 历史
王盘山在历史上曾与大陆相连，并且根据考古发发掘的结果早在新石器时代就有人类定居。根据清光绪《平湖县志》记载，王盘山在秦汉以前为港口，隶属于海盐县管辖；东汉永建二年（127年）海盐县城因为岸线北侵沉入水底，汉人在王盘山北麓修建了新的海盐县城，将王盘山称作顾邑山；东晋隆安五年（401年）刘裕筑城此處，人称寄奴城；南宋淳祐四年（1250年）時人仍可在岸邊灘頭發現城池的古井、樹根、石橋等遺蹟，並且從題字可知系東晉故跡，可見至遲到宋代，古城就因爲海岸线北移陷入水中，王盘山也成为了海中孤岛。由於王盤山在杭州灣海中山體與海水澄黃一色，在晨昏時刻海天一色，宛如黃色的玉盤漂浮，故稱“黃盤山”、“玉盤山”，“王盤山”系“黃盤山”方言音同、“玉盘山”汉字形近的讹变。
王盘山目前为无人岛，周边的海域在2020年12月被开辟为自然保护区，也是浙江省的传统渔场之一。1958年大跃进的时候，平湖县曾组织民众到王盘山的劈开山上掏鸟粪，如今只有少数海钓者和研究者会到岛上。由于王盘山毗邻航道且接近慈溪市，慈溪市在岛上建立了气象站和灯塔。1991年5月31日，平湖市在岛上建立权属碑。2002年，杭州湾跨海大桥选址，王盘山也曾作为选址的备选方案之一。

## 传说
与王盘山相关的传说故事有很多，例如传说中鉴真第二次东渡日本，因为杭州湾内风浪大作不得不在下盘山停留了一个月，一个月后启航后又因为触礁遇险，幸好遇到渔民救助，终于在乍浦登陆。为了纪念这件事，乍浦还建有六度庵，不过今天已经消失。乍浦人俗语「沉脱山阳城，兴起乍浦城」则反映当地海陆变迁的故事，由于王盘山下的山阳城出了一批作恶多端的纨绔子弟，土地于是向玉帝禀告要求惩治恶人，但是他因为老糊涂少写了“恶”字，玉帝震怒之下下旨在正月初七水淹山阳城、要淹死所有人；土地接到旨意后才知道犯错，于是在初七之前到城里找好人告难，只有一对好心母女相信了他并最终逃难，最后这些逃难的人建立了乍浦城。金庸武侠小说《倚天屠龙记》中的王盘山则是金毛狮王谢逊夺取屠龙刀的地方。